# چبلیانو
چبلیانو (به لاتین: Trzebianowo) یک سکونتگاه مسکونی در لهستان است که در Gmina Przybiernów واقع شده‌است.